# Don Camillo et ses contestataires
Ne doit pas être confondu avec Don Camillo et les Contestataires.
Série Don Camillo
Don Camillo en Russie
(1965)
Pour plus de détails, voir Fiche technique et Distribution.
Don Camillo et ses contestataires (en italien Don Camillo e i giovani d'oggi) est un film franco-italien réalisé par Christian-Jaque.
Sixième opus de la série de films centrés sur le personnage de Don Camillo, il est mis en chantier durant l'été 1970 mais interrompu au bout de quelques semaines du fait de la maladie de Fernandel, interprète du personnage principal, pour être repris par une nouvelle équipe ; le rôle Don Camillo est ainsi repris par Gastone Moschin sous le titre légèrmement modifié Don Camillo et les Contestataires.

## Synopsis
1970 : dans le pays de Peppone et de Don Camillo, les choses ont bien changé. Tout d'abord, une nouvelle pharmacienne est arrivée, Mademoiselle Bognoni, elle est communiste. Les deux rivaux historiques ont cependant bien d'autres problèmes. Le fils de Peppone porte les cheveux longs, selon la mode, il est surnommé Veleno et c'est le chef des « Capelloni » de la Basse vallée du Pô avec la pensée maoïste. Don Camillo a aussi une nièce, la jeune Mariangela, un hippie, qui se fait appeler Cat, pour les amis. Elle est transportée par la police de Parme, dans la paroisse de Don Camillo après l'expulsion d'un camp hippie au théâtre Farnèse.

## Fiche technique
- Titre italien : Don Camillo e i giovani d'oggi ;  Don Camillo, Peppone e i giovani d'oggi (titre alternatif)
- Titre français : Don Camillo et ses contestataires ; Don Camillo et les Contestataires (titre alternatif)
- Réalisation : Christian-Jaque
- Assistant réalisateur : Gigi Oliviero[3]
- Scénario : Léo Benvenutti, Piero De Bernardi et Bernard Revon d'après les personnages de Giovannino Guareschi
- Sociétés de production : Rizzoli Film, Cité Films, Francoriz Production
- Pays d'origine :  Italie /  France
- Langue originale : Italien
- Format : couleurs - 35 mm - son mono
- Images : Mario Vulpiani[4]
- Décors : Pier Vittorio Marchi[5]
- Montage : Tatiana Casini Morigi (si le film avait été terminé)[4]
- Date de tournage : 13 juillet au 12 août 1970 en Italie[6]

## Distribution
- Fernandel : Don Camillo, le curé
- Gino Cervi : Giuseppe Bottazzi dit « Peppone »
- Graziella Granata : Mariangela dit « Cat »[7], la nièce de Don Camillo
- Giancarlo Giannini : Michele Bottazzi « Veleno », le fils de Peppone
- Paolo Carlini : Don Francesco dit « Don Chichi »
- Marco Tulli : Smilzo
- Leda Gloria :  Maria Bottazzi, la femme de Peppone
- Shel Shapiro : un jeune musicien
- Maurizio Bonuglia : Giorgio Piletti, ami de "Veleno"[8]
- Ettore Arena : un des jeunes du gang "Veleno"
- Ileana Riganò : un ami hippie de Cat[5]
- Olga Gherardi : Mademoiselle Bognoni, la pharmacienne[9]

## Production
Le tournage débute le 13 juillet 1970 en Italie. Le 5 août, Fernandel tourne une scène du film sur la place de l'église, il règne une chaleur étouffante et il est en sueur, puis il prend froid. Le médecin diagnostique une pleurésie. Le tournage doit être interrompu. Fernandel rentre à Marseille dans sa propriété des « Mille roses » et poursuit sa convalescence. On lui cache la gravité de sa maladie : il a un cancer.
En septembre 1970, répondant à une interview, il déclare vouloir reprendre le tournage en mars ou avril 1971 : « Je serai sans doute en état de reprendre mon rôle bien avant, mais cela ne sera pas possible parce que nous avons commencé le film en extérieurs au mois de juillet. Je ne vous apprendrai pas qu'à cette époque les arbres sont chargés de feuilles qui commencent maintenant à tomber. Nous sommes ainsi obligés d'attendre le retour du printemps. »,.
Dans sa dernière interview, le 15 octobre 1970 par Jean-Paul Seligmann, Fernandel déclare « J'ai tourné 14 jours j'ai vu 35 minutes de film. 30-35 minutes et Christian-Jaque a fait un travail remarquable et je pense que ce sera le plus drôle de la série». Il ignore alors que la compagnie d'assurance chargée du film l'a évincé et déjà remplacé par l'acteur Gastone Moschin. Gino Cervi et le réalisateur Christian-Jaque, pour qui « un Don Camillo sans Fernandel n'a pas de raison d'être » abandonnent le tournage qui est repris par Mario Camerini, Lionel Stander remplaçant à son tour Gino Cervi.
Fernandel meurt le 26 février 1971. Don Camillo et les Contestataires sort en 1972 et ne connaîtra pas le succès des précédents films.
À cet égard, la déclaration de Gino Cervi dans une interview au journal "La Stampa" publiée le 28 février 1971, le lendemain de la mort de Fernandel, est très intéressante :
« Il film era stato girato a metà quando Fernandel dovette tornare in Francia. Aveva cercato di tirare avanti fino all'ultimo, perché il film lo voleva finire. Io credo sentisse che appariva sullo schermo per l'ultima volta e con il personaggio che gli era più caro. Avevamo girato 1200 metri di pellicola a colori, ma Fernand era impaziente. Fece una cosa strana: registrò in anticipo tutto il sonoro dell'intero film. Chissà, forse pensava che, se lui avesse dovuto rinunziare, il film avrebbe potuto essere portato a termine anche da una controfigura e il suo pubblico lo avrebbe riconosciuto almeno dalla voce. E lo avrebbe ricordato. »
« Le film était à moitié tourné lorsque Fernandel a dû rentrer en France. Il avait essayé de continuer jusqu'au bout, car il voulait terminer le film. Je pense qu'il avait l'impression d'apparaître à l'écran pour la dernière fois et avec le personnage qui lui était le plus cher. Nous avions tourné 1200 mètres de pellicule couleur, mais Fernand était impatient. Il a fait quelque chose d'étrange : il a enregistré à l'avance tous les sons du film entier. Qui sait, peut-être pensait-il que s'il avait dû abandonner, le film aurait pu être terminé par un cascadeur et que son public l'aurait reconnu au moins à sa voix. Et il s'en souviendrait. »